# Electronic Sports World Cup 2010
Electronic Sports World Cup 2010 został rozegrany w Paryżu w 2010 roku. Po raz czwarty w dziejach ESWC turniej został rozegrany w stolicy Francji. Data imprezy to 30 czerwca - 4 lipca. Miejscem zmagań graczy będzie Disney®Village. Łączna pula nagród wyniosła 200 000 dolarów.

## Rozgrywane konkurencje
Uczestnicy Electronic Sports World Cup w 2010 roku rywalizowali w 11 konkurencjach.
- Counter-Strike
- Counter-Strike Women
- Defense of the Ancients
- FIFA 10
- Guitar Hero 5
- Need for Speed: Shift
- Quake Live
- Trackmania ESWC
- Street Fighter 4
- Virtual Tennis
- Warcraft III: The Frozen Throne

## Państwa biorące udział w Electronic Sports World Cup 2010
W turnieju Electronic Sports World Cup 2010 wystartowali reprezentanci z 56 krajów.

- Algieria
- Arabia Saudyjska
- Argentyna
- Australia
- Bangladesz
- Belgia
- Bośnia i Hercegowina
- Brazylia
- Chile
- Chiny
- Chorwacja
- Cypr
- Czechy
- Dania
- Egipt
- Ekwador
- Francja
- Ghana
- Grecja
- Gwadelupa
- Hiszpania
- Holandia
- Indie
- Indonezja
- Iran
- Irlandia
- Izrael
- Japonia
- Kolumbia
- Korea Południowa
- Łotwa
- Malezja
- Mali
- Meksyk
- Niemcy
- Nigeria
- Pakistan
- Panama
- Peru
- Polska
- Portugalia
- Południowa Afryka
- Rumunia
- Rosja
- Serbia
- Singapur
- Słowenia
- Stany Zjednoczone
- Szwajcaria
- Szwecja
- Tunezja
- Turcja
- Ukraina
- Wielka Brytania
- Włochy
- Wybrzeże Kości Słoniowej

## Partnerzy
- Peugeot
- Virgin Radio
- mcm
- VeryGames
- all pass
- jeuxvideo.com
- Dailymotion